# خوسيه إغناثيو ساينز
خوسيه إغناثيو ساينز (بالإسبانية: José Ignacio Sáenz)‏ (28 سبتمبر 1973 في إسبانيا - ) هو لاعب كرة قدم إسباني في مركز الوسط، شارك في الألعاب الأولمبية الصيفية 1996. وشارك مع منتخب إسبانيا تحت 21 سنة لكرة القدم ومنتخب إسبانيا تحت 23 سنة لكرة القدم ومنتخب إسبانيا لكرة القدم. أما مع النوادي، فقد لعب مع ريال سرقسطة وسلتا فيغو ولوغرونيس ونادي فالنسيا وLogroñés CF ‏.

## وصلات خارجية
- خوسيه إغناثيو ساينز على موقع الاتحاد الدولي (مؤرشف)  (الإنجليزية)
- خوسيه إغناثيو ساينز على موقع قاعدة بيانات كرة القدم.إي يو (الإنجليزية)
- خوسيه إغناثيو ساينز على موقع ناشيونال فوتبول تيمز (الإنجليزية)
- خوسيه إغناثيو ساينز على موقع أوليمبيديا (الإنجليزية)